# Crise humanitária cambojana
A crise humanitária cambojana de 1969 a 1993 consistiu de uma série de eventos relacionados que resultaram na morte, deslocamento ou reassentamento no estrangeiro de milhões de cambojanos.
A crise teve várias fases. Primeiramente foi a Guerra Civil Cambojana entre o governo de Lon Nol e o Khmer Vermelho de 1970 a 1975. Esta fase também foi marcada pelo intenso bombardeio dos Estados Unidos de 1969 a 1973 contra o Khmer Vermelho e santuários e bases  do exército norte-vietnamita dentro do Camboja como parte de sua estratégia para vencer a Guerra do Vietnã. A segunda fase foi o domínio do Khmer Vermelho de 1975 a 1979. O Khmer Vermelho assassinou ou esfomeou cerca de um quarto dos 8 milhões de cambojanos.
Em 1979, o Vietnã invadiu o Camboja e derrubou o Khmer Vermelho. O Vietnã e o governo cambojano criado governariam o país durante os próximos 12 anos. O Khmer Vermelho e outros grupos travaram uma guerra de guerrilha contra os ocupantes vietnamitas e o governo cambojano. Em 1979 e 1980, o caos motivou centenas de milhares de cambojanos a avançar para a fronteira com a Tailândia para escapar da violência e evitar a fome que ameaçava o Camboja. As organizações humanitárias lidaram com a crise com a "ponte terrestre", um dos maiores esforços de ajuda humanitária já empreendidos.
De 1981 a 1991, a guerra de guerrilha contra os vietnamitas e o governo cambojano continuou e centenas de milhares de cambojanos continuaram a residir em campos de refugiados na Tailândia ou, na fronteira com a Tailândia. Cerca de 260.000 dos refugiados foram reassentados no exterior, mais da metade deles nos Estados Unidos. A fase final da crise humanitária cambojana foi sua resolução em 1991-1993. O Vietnã retirou-se do país e as Nações Unidas lideraram o Camboja em direção a um governo eleito e repatriou 360.000 cambojanos, esvaziando e fechando os campos de refugiados.

## Guerra civil e o bombardeio dos Estados Unidos
Em 18 de março de 1970, Lon Nol derrubou o governo do príncipe Norodom Sihanouk. Lon Nol iniciou uma campanha para expulsar os soldados e cortar as linhas de abastecimento dos norte-vietnamitas no Camboja. Em resposta, o Vietnã do Norte invadiu o Camboja em apoio ao Khmer Vermelho. Em 1969, os Estados Unidos começam um extenso bombardeio de santuários e bases norte-vietnamitas, principalmente no leste do Camboja. Estes bombardeios foram mais tarde estendidos para atingir o Khmer Vermelho.
As consequências humanitárias foram graves. Os Estados Unidos teriam deixado cair uma tonelagem de bombas sobre o Camboja praticamente equivalente a todas as bombas lançadas pelos Estados Unidos na Segunda Guerra Mundial. As estimativas de mortes de militares e civis cambojanos decorrentes do bombardeio de 1969-1973 variam de 40.000 para mais de 150.000.  O impacto do Khmer Vermelho sobre a população rural foi altamente perturbador. Suas táticas eram "terror, violência e força". 
A guerra civil forçou muitos cambojanos da zona rural a fugir para as cidades por segurança. A população de Phnom Penh aumentou de 600.000 para mais de 2 milhões. O reabastecimento da cidade por terra e mar foi cortado pelo Khmer Vermelho e, no momento em que o governo se rendeu em 17 de abril de 1975, muitos dos habitantes estavam famintos. 

## Governo do Khmer Vermelho
A primeira ação do Khmer Vermelho ao tomar o poder em Phnom Penh foi ordenar a população para abandonar as cidades do Camboja. "Um terço até metade da população do país foi forçada pelos comunistas sob a mira de armas a caminhar para o campo em temperaturas tropicais e chuvas de monções sem provisão de comida, água, abrigo, segurança física, ou cuidados médicos."   Os moradores urbanos que sobreviveram foram forçados a criar novos assentamentos na selva. Os antigos funcionários públicos e soldados do governo Lon Nol foram executados. 
O número de mortos de execução, fome e doença durante os quase quatro anos de governo do Khmer Vermelho são geralmente estimados entre um a três milhões de pessoas. 

## Invasão vietnamita e fome
Em 25 de dezembro de 1978, o Vietnã invadiu o Camboja e logo assumiu a maior parte do país, estabelecendo um governo pró-vietnamita para governar o Camboja, a que chamaram de República Popular do Kampuchea. Dezenas de milhares de cambojanos foram mortos na invasão ou executados pelo novo governo.  Os remanescentes do Khmer Vermelho recuaram para as Montanhas Cardamomo, perto da fronteira com a Tailândia e outros movimentos de resistência surgiram no Camboja ocidental.
Durante o governo do Khmer Vermelho apenas alguns milhares de cambojanos tinham conseguido fugir do Camboja e se refugiar na Tailândia. Com a invasão vietnamita, as comportas se abriram e os cambojanos tentaram cruzar para a Tailândia em grande número. Em junho de 1979, o governo tailandês forçou mais de 40.000 refugiados cambojanos a voltar para o Camboja no Templo de Preah Vihear. 3.000 ou mais cambojanos foram mortos tentando cruzar um campo minado. O incidente de Preah Vihear estimulou a comunidade internacional numa ação humanitária para ajudar os cambojanos que muitas vezes chegavam à fronteira com a Tailândia no último estágio de inanição. 
Até o final de 1979, ofensivas vietnamitas contra o Khmer Vermelho e outros grupos de oposição adicionaram uma ameaça de fome no Camboja forçando 750.000 pessoas, muitos deles combatentes contra os vietnamitas, para a fronteira com a Tailândia.  A maioria foi impedida de entrar na Tailândia, mas residiam em campos improvisados ao longo da fronteira, embora mais de 100 mil estavam no interior da Tailândia no campo de refugiados de Khao-I-Dang. Muitos dos recém-chegados estavam desnutridos ou famintos. 

## Ponte terrestre
Os combates entre as forças vietnamitas e anti-vietnamitas interromperam a produção cambojana de arroz em 1979. A fome a nível nacional foi prevista em 1980. As agências humanitárias estimam que até 2,5 milhão de cambojanos estavam em risco de fome.  O governo pró-vietnamita em Phnom Penh exigia que toda a ajuda humanitária fosse dirigida para ele, e algumas organizações de ajuda e a ONU tentaram trabalhar com o governo, mas isso provou ser lento e ineficiente. 
A solução para a fome iminente foi a "ponte terrestre". Independente do governo cambojano, organizações humanitárias e agências de ajuda internacional trouxeram arroz e outras sementes de arroz para a fronteira com o Camboja na Tailândia e distribuíram o arroz aos cambojanos que chegavam a fronteira. "Um grande número de cambojanos com carros de boi e bicicletas ... vinham para a fronteira todos os dias" e eram dados sacos de arroz para que levassem para casa com eles. 
A ponte terrestre foi "uma operação enorme e bem sucedida", distribuindo juntamente com outras operações de ajuda, incluindo a distribuição de arroz para os ocupantes urbanos de Phnom Penh, cerca de 150.000 toneladas métricas de arroz, outros alimentos, e sementes de arroz aos cambojanos de dezembro de 1979 a setembro de 1980. 
Embora a ponte terrestre fosse bem-sucedida em evitar o que parecia ser uma fome iminente no Camboja, foi controversa entre as agências de ajuda. Algumas agências de ajuda favoreceram a cooperação com o governo em Phnom Penh e acusaram a ponte terrestre de incentivar um mercado negro de alimentos e auxiliar as forças anti-governamentais, incluindo o Khmer Vermelho. O impacto da ponte terrestre não pode ser plenamente medido já que não havia meios de fiscalização da utilização final dos produtos ali distribuídos. 

## Reassentamento e campos de refugiados
Os campos de refugiados fronteiriços oscilaram de tamanho durante a década de 1980, dependendo da intensidade dos combates dentro do Camboja. Os combatentes eram acolhidos nos campos fronteiriços e as forças vietnamitas e do governo cambojano frequentemente bombardeavam os campos.  Enquanto isso, em Khao-I-Dang e outros campos de refugiados a poucas milhas no interior da Tailândia, os cambojanos,  na maior parte sobreviventes  do Khmer Vermelho da classe média urbana, esperavam pelo reassentamento no exterior. Khao-I-Dang atingiu um pico populacional de 160.000 em março de 1980, mas com a reinstalação, repatriação (às vezes involuntária), e a transferência para outros campos, a população diminuiu para 40.000 em dezembro de 1982 e o campo assumiu um estatuto descrito como "o mais elaboradamente ocupado campo de refugiados no mundo." O Campo de Refugiados Sítio Dois  cresceu a uma população de 160.000 em 1987. Tanto os refugiados como os campos fronteiriços foram caracterizados pela luta entre facções políticas, violência, estupro, depressão e inatividade. Os campos de refugiados foram declarados fechados para novas chegadas pelo governo da Tailândia, mas os cambojanos obtinham acesso através de suborno ou sendo contrabandeados para os campos. 
Muitos dos refugiados cambojanos e dos campos fronteiriços permaneceram lá por anos, temerosos de retornar ao seu país e desejando reassentamento no exterior. Um total de 260 mil cambojanos seriam reassentados entre 1975 e 1997, principalmente nos Estados Unidos (153.000) e França (53 mil). 

## Repatriação
Em outubro de 1991, foi alcançado um acordo de paz abrangente entre as partes em conflito no Camboja, que apelou à retirada das forças militares vietnamitas e a criação da Autoridade Transitória das Nações Unidas no Camboja (UNTAC) com a responsabilidade de fazer respeitar um cessar-fogo, a organização de eleições para um novo governo cambojano, e a repatriação dos cambojanos ainda em campos de refugiados na Tailândia ou em campos de refugiados fronteiriços. 
A ACNUR supervisionou o esforço de repatriamento que resultou em 360 mil cambojanos regressando ao país de refugiados e campos fronteiriços na Tailândia.  Khao-I-Dang e outros campos de refugiados foram fechados. Sua população restante foi transferida para o Sítio Dois que foi fechado em meados de 1993, após sua população ser repatriada para o Camboja. 
Nas eleições em maio de 1993, estabeleceu-se um governo cambojano independente e a UNTAC foi desmantelada. Um número considerável de agentes da ONU e agentes humanitários permaneceram no país para promover os direitos humanos e a democracia e apoiar a reconstrução e o desenvolvimento econômico. 